# Румыны
Румы́ны  (рум. români) — народ в Европе, говорят на румынском языке романской группы индоевропейской семьи. Основное население Румынии.

## Происхождение
Согласно современным исследованиям, фракийская основа и романизированный славянский субстрат на всей территории Валахии, Трансильвании и Молдавии были различными. Фракийская основа на территории Валахии — даки, в Молдавии — геты; славянский субстрат на территории Валахии — южнославянские племена (болгары), в Молдавии — восточные славяне (русины).
Различался существенно и пришлый валашский элемент. И. Пич считал, что с III по XIII века романский элемент сохранился в основном в Марамуреше, Банате и Трансильвании. Учёный отмечает, что в Банате и Трансильванских Альпах романское население было более значительным. На территории Валахии и Молдавии в III веке романский элемент исчез. Таким образом, повторная (после XIII века) романизация славяно-влашского населения Валахии и Молдавии шла уже не с юга, a из Трансильвании.
С X века византийские, славянские, а затем и венгерские источники упоминают народ под названием «влахи», «волохи» (ср.-греч. βλάχοι) к югу от Дуная и лишь с XIII века на территории древней Дакии, то есть, на левом берегу Дуная. Формирование румынской нации связано с объединением Молдавского и Валашского княжеств во 2-й половине XIX века в единое государство — Соединённые княжества Молдавии и Валахии которое стали называть Румынией.
11 декабря 1861 года Александру Иоан Куза, будучи одновременно правителем Молдавии и Валахии, опубликовал прокламацию, утверждавшую образование румынского национального государства. Завершился процесс оформления румынской нации после создания Соединённых княжеств Молдавии и Валахии, законченный в 1918 году присоединением Трансильвании.
См. также: Романские народы Старой Романии

## История государственности румын

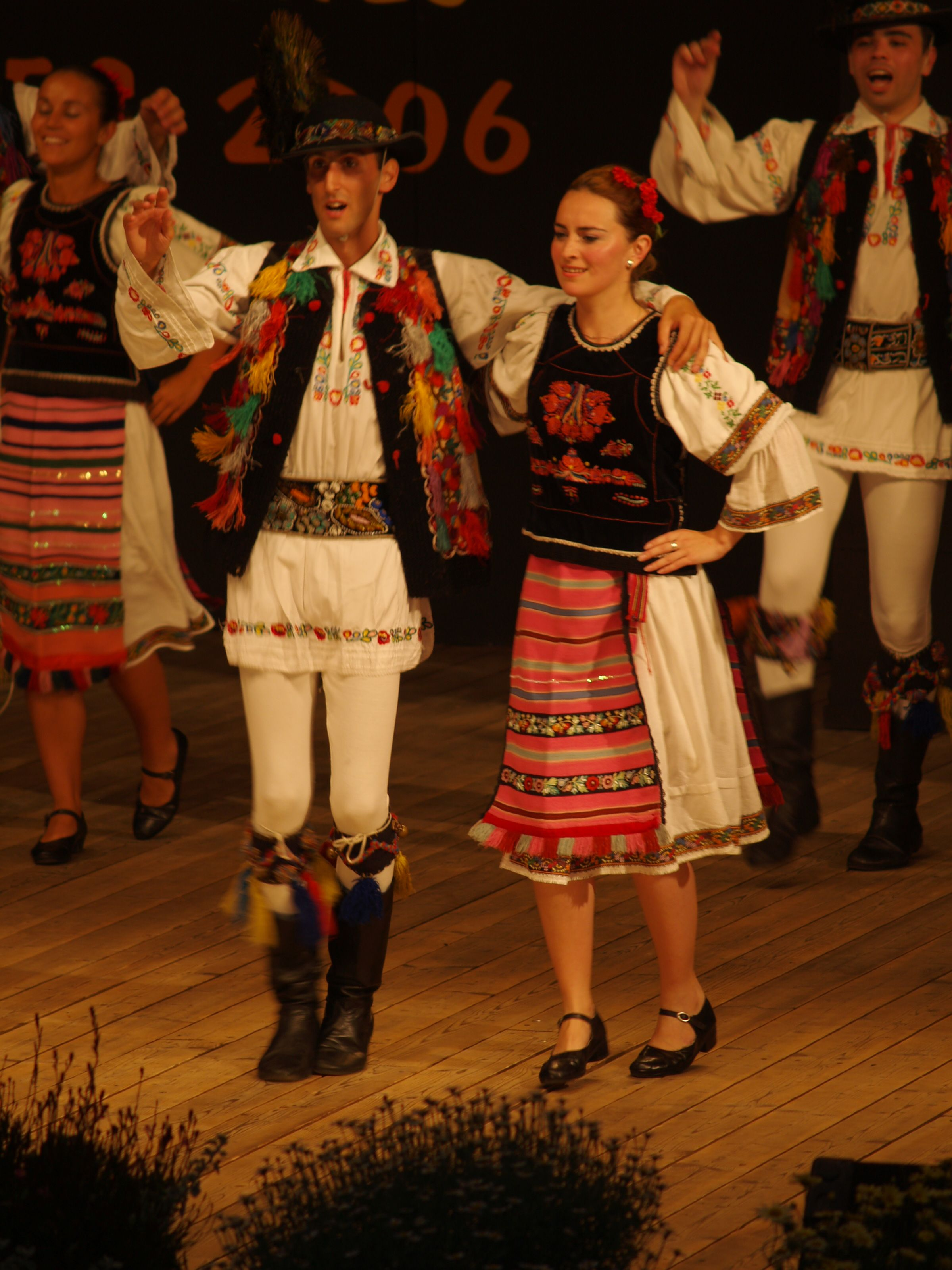
Румыны в Клуж-Напока

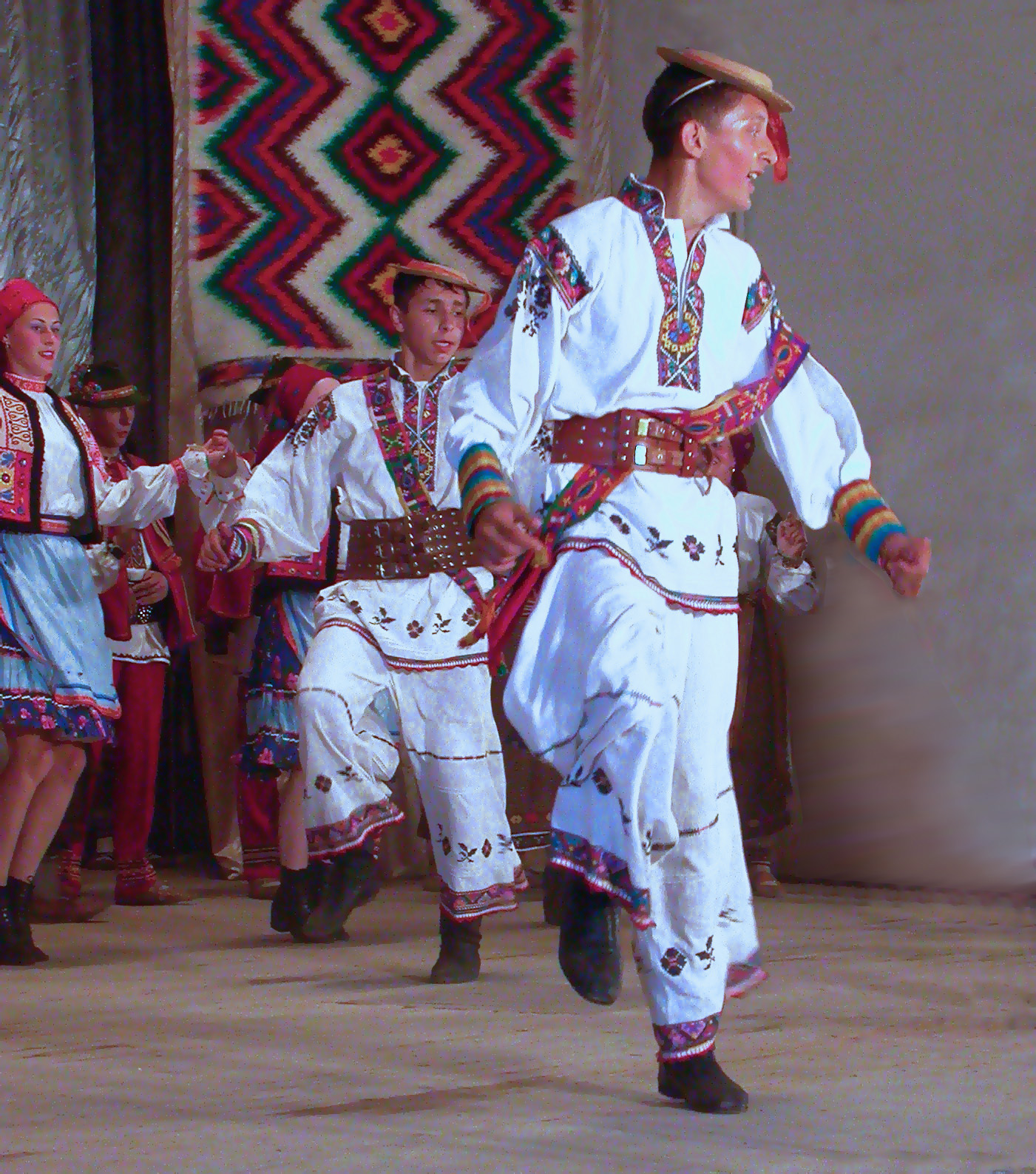
Румыны в Закарпатской области Украины

В XIV веке на территории современной Румынии формируется два феодальных княжества Молдавия (столица Сучава) и Валахия (столица Тырговиште), которые были завоеваны Османской империей в XVI веке. 
В XVI веке образовано Трансильванское княжество (столица Алба-Юлия), вышедшее из-под власти Венгрии и признавшее сюзеренитет турецкого султана.
По сравнению с другими балканскими территориями, захваченными османами, Молдавия, Валахия и Трансильвания сохраняли большую автономию.
В 1600 Валахия, Молдавия и Трансильвания объединились под властью князя Михая Храброго, а после его убийства были покорены солдатами австрийского генерала Джорджо Басты. Однако, как пишет молдавский историк XVII века Мирон Костин, Молдавия была захвачена Михаем, но спустя три месяца Молдавское княжество освободилось от власти мунтянского правителя, который вскоре был убит.
В 1699, 1718 и 1739 разные части нынешней Румынии, как, например, валашская Олтения в 1718 году, были поделены между Австрией и Османской империей.
В XIX веке в Валахии и Молдавии развернулось национально-освободительное движение, ставившее целью объединение этих княжеств, а также Трансильвании в единое государство. Революция 1848 года захватила и Дунайские княжества, но была там подавлена совместной турецко-русской интервенцией. 5 февраля 1859 года князем Валахии был избран Александру Иоан Куза, за несколько недель до того избранный на престол Молдавии. В 1861 году оно было официально признано Османской Портой, ранее решительно выступавшей против объединения княжеств. В результате было провозглашено создание под османским суверенитетом Соединённых княжеств Молдавии и Валахии, которые Куза возглавил с титулом домнитора.
В Русско-турецкой войне 1877—78 гг. Румыния по сути воевала на стороне России. 9 (21) мая 1877 парламент провозгласил полную независимость Румынии. Согласно с решением Берлинского конгресса 1878 г., Румыния получила международное признание как самостоятельное государство. По этому же договору, Россия вновь занимала южные районы Бессарабии, однако взамен Румыния получала Северную Добруджу с Констанцией, которая до этого принадлежала Турции. В 1881 году Румыния была провозглашена королевством.

## Язык
Румынский язык (иногда называется дако-румынским, ранее также валашский, валахо-молдавский язык) — один из романских языков, родной язык румын. Имеет официальный статус в Румынии, где он является родным и основным разговорным языком для 90 % населения, а также в Молдавии. Сложился на основе разговорно-диалектного латинского языка колонистов, переселившихся на восток Балканского полуострова после завоевания его Римом.
В более узком смысле Румынский язык понимается как собственно валашский язык, получивший с конца XVI века литературное оформление в румынской части Трансильвании и соседней Валахии и ставший с тех пор общелитературным, а позднее — и общегосударственным языком старых государств Валахии и Молдавии, объединившихся в XIX веке в единое государство под названием Румыния.
Румынский язык относится к балкано-романской подгруппе восточно-романской группы индоевропейской семьи языков. Это самый своеобразный язык в группе романских языков, обнаруживающий черты так называемых контактных языков, образовавшихся на стыке нескольких языковых ареалов, в частности, балканского языкового союза. В лексике имеет большое количество заимствований из славянских языков.

## Румынские имена
Имя румына двучленно — состоит из собственно имени и фамилии, причём последняя очень часто совпадает с именем и различить их можно только при инициалах, например, Ion Andrei — I. Andrei. Иногда инициалами передаётся отчество.
Имена в основном заимствованы из латыни, греческого, церковнославянского и древнееврейского: Ion (с книжным вариантом Ioan; подобно русскому Иван, это самое распространённое мужское имя), Nicolae, Vasile, Gheorghe, Ilie, Petru (Petre), Grigore, Constantin, Pavel (и неологизм Paul), Alexandru, Simion, Toma, Andrei, Mihai (с книжным вариантом Mihail), Ştefan, Lica, Maria (самое распространённое женское имя), Ana, Elisaveta (Elisabeta), Ioana, Elena, Paraschiva, Vasilica, Ecaterina.
Южнославянские имена проникли в Средневековье: Bogdan, Dobre, Dragu, Dragomir, Neagoe, Pârvu, Radu, Stan, Vlad и многие другие.
Увлечение античностью и всем, что с ней связано, в XIX—XX веках «подарило» антропонимии такие имена, как Cicerone, Liviu, Marius, Traian, Virgil (мужские имена); Aurora, Cornelia, Flora, Laura, Livia, Silvia, Stela, Victoria (женские имена).
В последние два века проникли в румынский язык имена Ernest, Jean, Richard, Robert и др. Как и на Западе, в моду вошли двойные имена навроде «Анна-Мария».
Исключительно местными можно считать имена, образованные от названий животных (Lupu, Ursu, Mioara, Puica), растений (Bujor, Busuioc, Rodica), праздников (Crăciun, Pascu, Florea, Floarea). Многие женские имена образуются от мужских, с суффиксом «а». 

## Галерея

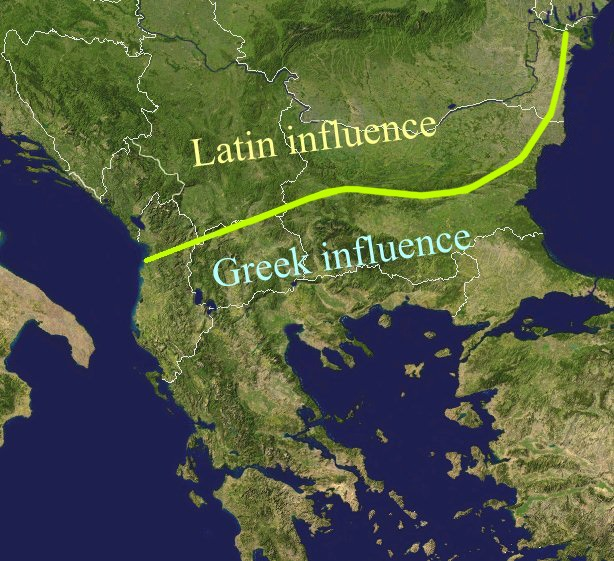
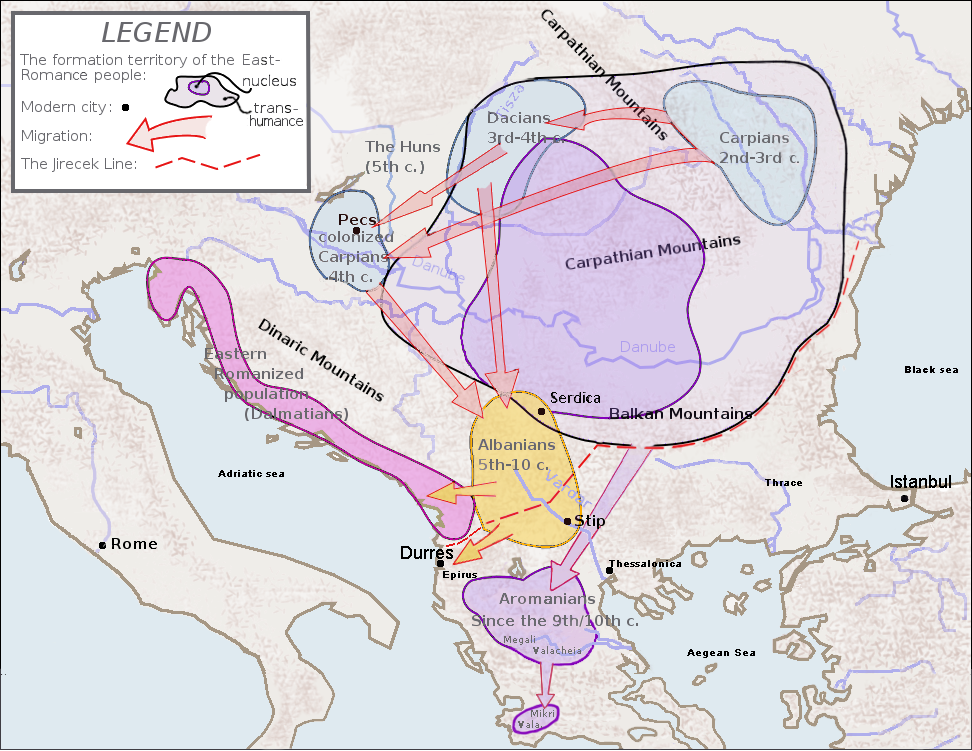
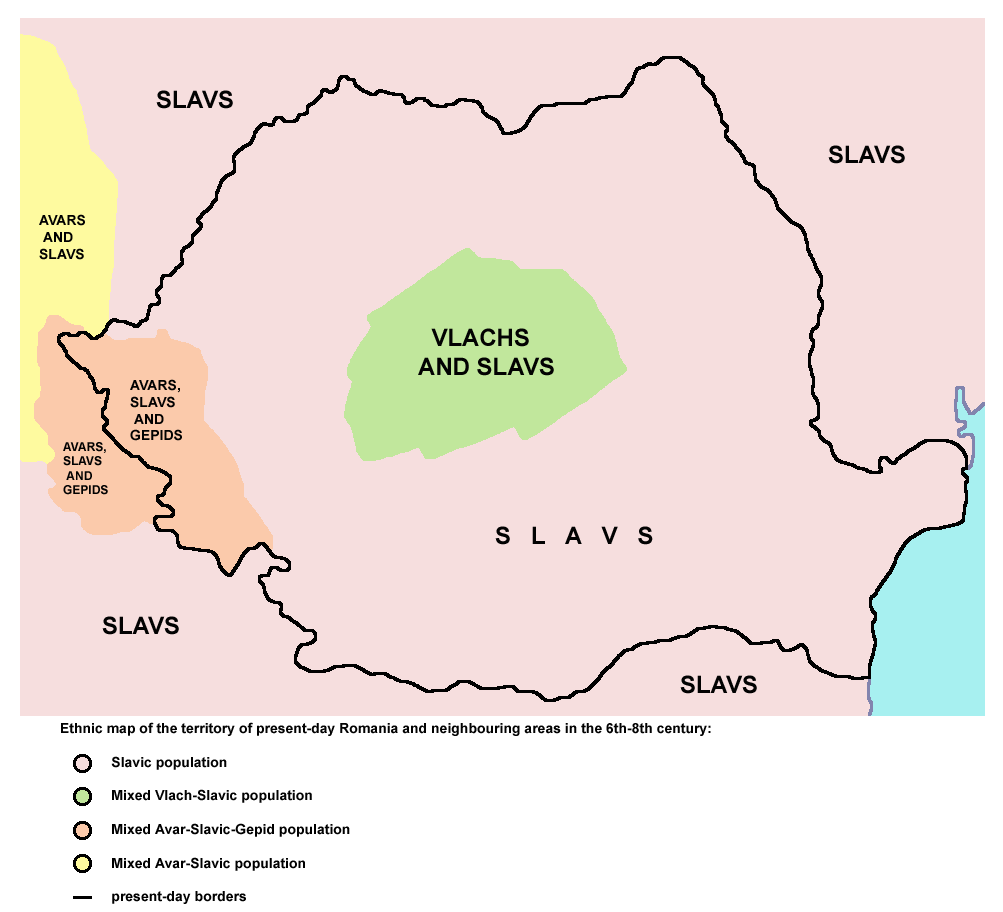
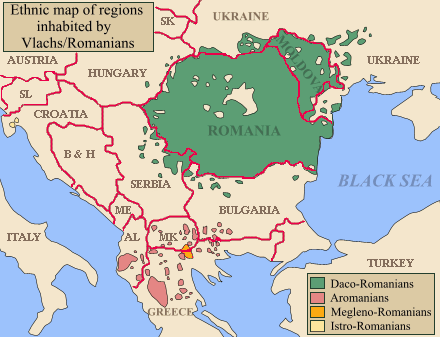
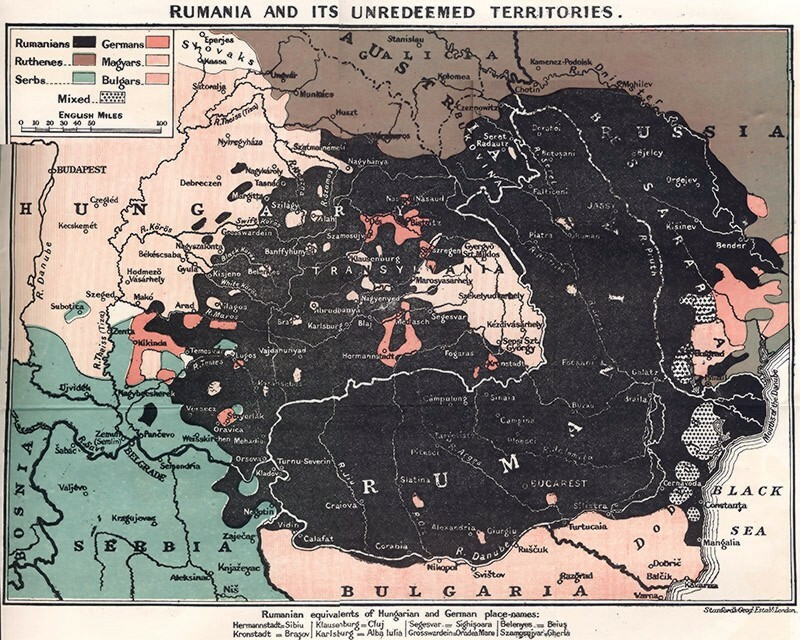
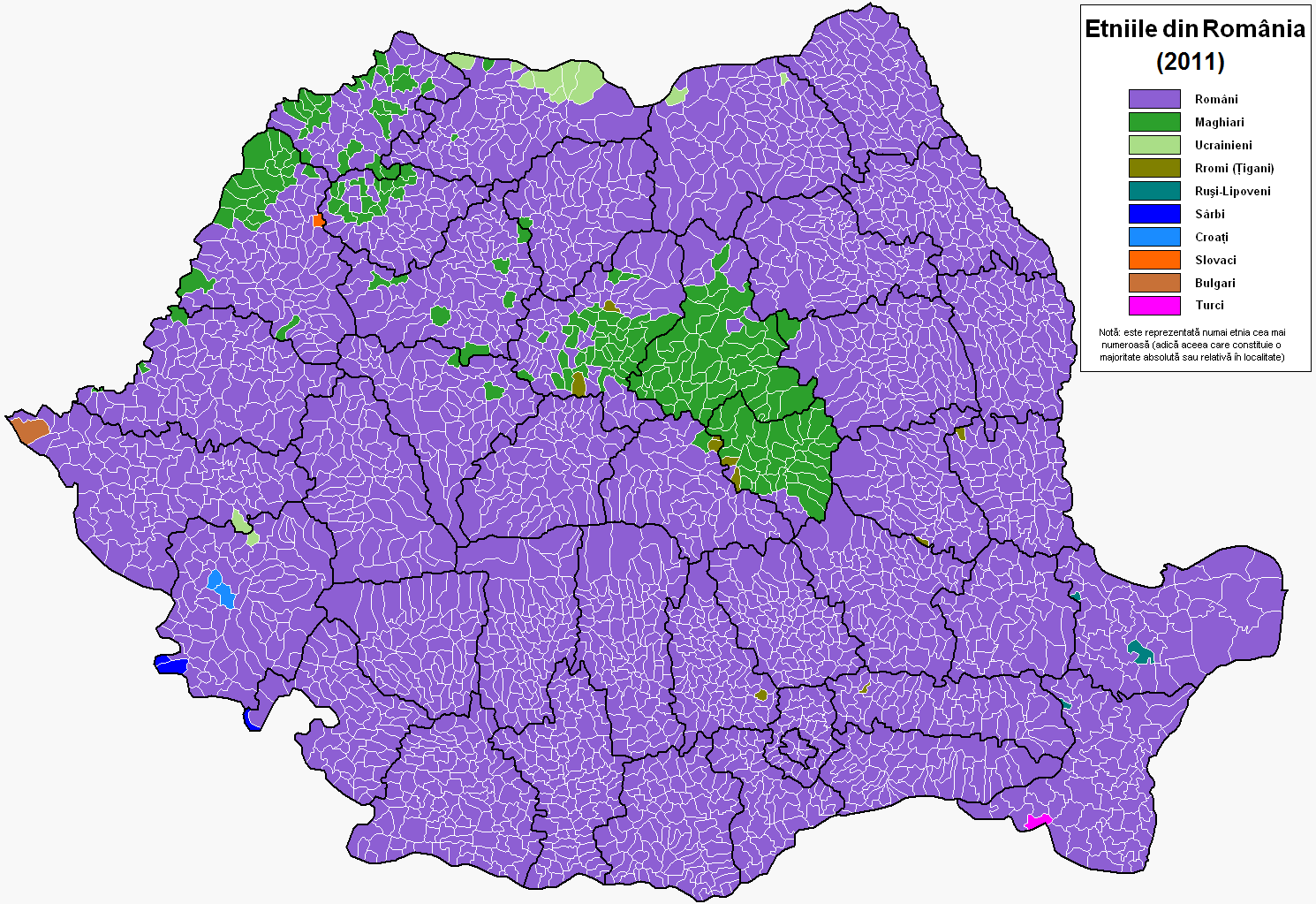
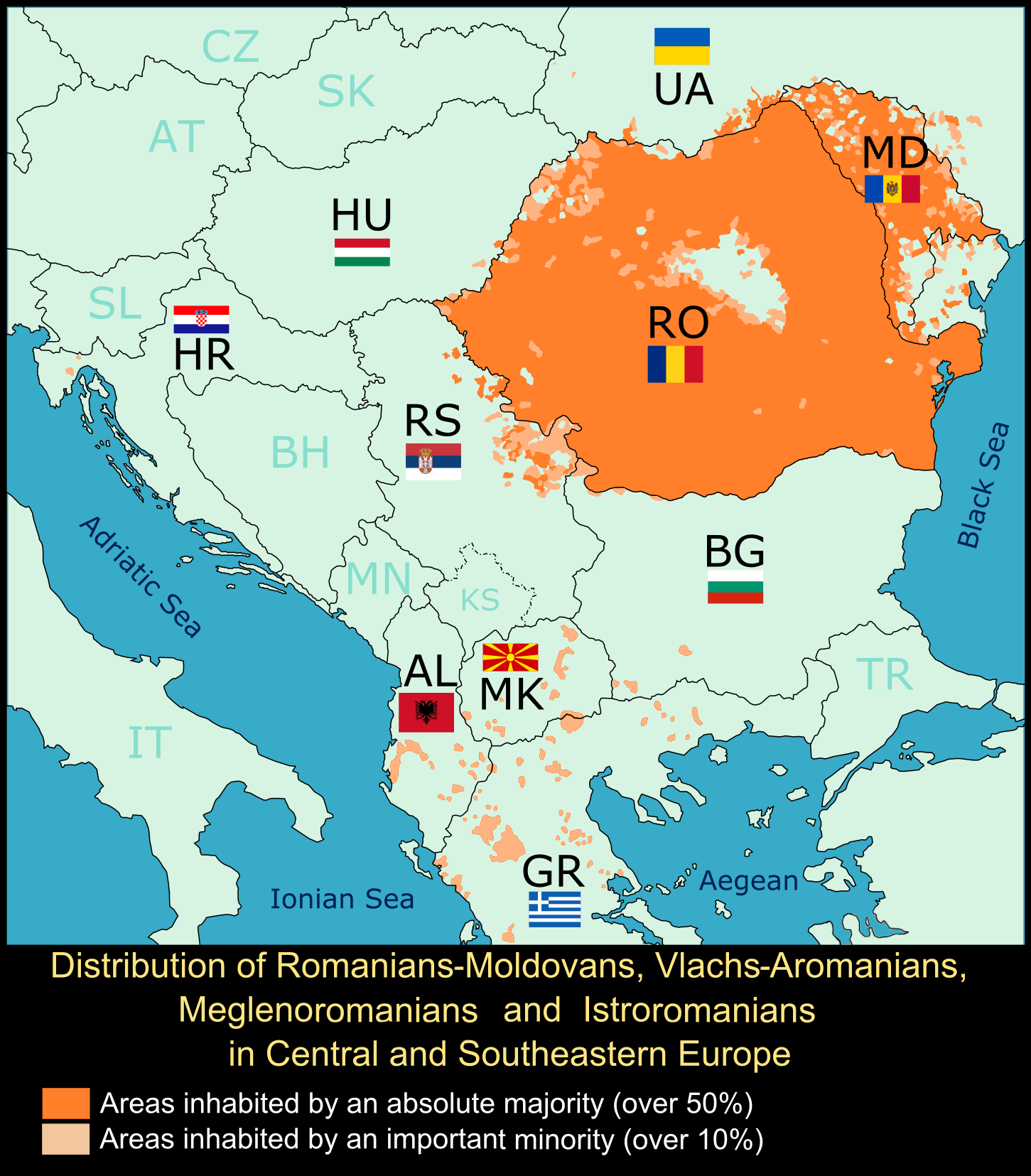